# Relations entre Montserrat et l'Union européenne
 (Février 2020).
Les relations entre Montserrat et l'Union européenne reposent sur le fait que Montserrat est un pays et territoire d'outre-mer de l'Union européenne (c'est-à-dire, un territoire d'un État membre situé hors de l'Union européenne).

## Aide au développement
Montserrat a bénéficié au titre du 9e Fonds européen de développement de la somme initiale de 11 millions d'euros auxquels se sont ajoutés 5,9 millions d'euros supplémentaires au titre des précédents FED. Au titre du 10e, elle a bénéficié de 15,66 millions d'euros.

## Exceptions aux politiques communautaires
| États membres et territoires | Dans l'Union ? | Application du droit de l’Union | Exécutoire devant les tribunaux | Euratom | Citoyenneté de l'Union | Élections du Parlement | Espace Schengen | Espace TVA | Territoire douanier de l’Union | Marché commun européen | Zone euro |
| ---------------------------- | -------------- | ------------------------------- | ------------------------------- | ------- | ---------------------- | ---------------------- | --------------- | ---------- | ------------------------------ | ---------------------- | --------- |
| Montserrat                   | Non            | Application minimale (PTOM)     | Non                             | Oui,    | Oui                    | Non                    | Non             | Non        | Non                            | Application partielle  | Non (XCD) |

## Sources

## Compléments